# Eric Eljason
Eric Elias Eljason, född 27 mars 1918 i Östersunds församling, Jämtlands län, 16 augusti död 1975 i Danderyds församling, Stockholms län
, var en svensk konstnär.
Han var son till fastighetsägaren Elias Pettersson och Signe von Gegerfelt samt från 1950 gift med Karin Eljason.
Eljason bedrev teckningsstudier vid Leon Welamsons skola under två års tid därefter fortsatte han sina studier vid Schule Reimann i Berlin och under studieresor till ett stort antal europeiska länder. Han medverkade i utställningar med Sällskapet för jämtländsk konstkultur. Hans konst består av stilleben, figurer, porträtt och landskap huvudsakligen i akvarell. Han signerade sin konst Eric Elias.